# Bodiluddelingen 1965
Bodiluddelingen 1965 blev afholdt i 1965 i Imperial i København og markerede den 18. gang at Bodilprisen blev uddelt.

## Vindere
| Bedste mandlige hovedrolle | Bedste kvindelige hovedrolle         |
| --- | ------------------------------------ |
| - Morten Grunwald for Fem mand og Rosa | - Lone Hertz for Tine                |
| Bedste mandlige birolle | Bedste kvindelige birolle            |
| - ikke uddelt | - ikke uddelt                        |
| Bedste danske film | Bedste ikke-europæiske film          |
| - Gertrud af Carl Th. Dreyer - Fem mand og Rosa af Sven Methling - Sommerkrig af Palle Kjærulff-Schmidt - Tine af Knud Leif Thomsen - To af Palle Kjærulff-Schmidt | - 7 dage i maj af John Frankenheimer |
| Bedste europæiske film | Bedste dokumentarfilm                |
| - Silkehud af François Truffaut | - Michel Simon og PH-lys af Ole Roos |